# 沃利亞-巴拉涅齊卡
49°36′49″N 23°7′27″E / 49.61361°N 23.12417°E
沃利亞-巴拉涅齊卡（烏克蘭語：Воля-Баранецька），是烏克蘭西部的村莊，隸屬利維夫州的桑比爾區。該村始建於1462年，面積5.79平方公里，海拔高度286米，人口600，人口密度每平方公里110.8人。